# The Giver (singolo)
The Giver è un singolo della cantautrice statunitense Chappell Roan, pubblicato il 14 marzo 2025.

## Antefatti e descrizione
The Giver rappresenta la prima pubblicazione di Chappell Roan orientata al genere musicale del country, a cui la critica specializzata ha conferito l'accezione di country pop. La cantante ha dichiarato di esser aver tratto ispirazione per la stesura del brano dal Missouri, sua terra d'origine in cui il genere country è molto popolare, sfruttandolo dunque come un'opportunità per riconnettersi con le proprie radici. La strumentazione segue i canoni tradizionali del country, mentre dal punto di vista lirico la cantante parla di temi legati alla comunità queer. Il brano è stato scritto a quattro mani insieme a Dan Nigro, che lo ha anche prodotto. In un'intervista concessa ad Amazon Music, la cantante ha spiegato di essersi fatta guidare dalla volontà di scrivere una canzone country che parlasse di una relazione lesbica, precisando che non fosse interessata a dedicarsi completamente al genere ma solo di voler esprimere se stessa in quanto per lei la musica country ha un valore sia nostalgico che liberatorio.
Il brano è stato eseguito per la prima volta in anteprima durante l'ospitata al talk show Saturday Night Live nel novembre 2024, venendo presentato come musica inedita al termine dell'esibizione di Pink Pony Club.

## Tracce
Download digitale, streaming
Testi e musiche di Kayleigh Rose Amstutz e Daniel Nigro.
1. The Giver – 3:23

7"
- Lato A

1. The Giver

- Lato B

1. Fix It in the Morning (Demo)

## Classifiche
| Classifica (2025) | Posizione massima |
| ----------------- | ----------------- |
| Australia         | 14                |
| Austria           | 40                |
| Belgio (Fiandre)  | 16                |
| Canada            | 10                |
| Estonia           | 64                |
| Germania          | 64                |
| Grecia            | 97                |
| Irlanda           | 5                 |
| Islanda           | 29                |
| Paesi Bassi       | 67                |
| Portogallo        | 108               |
| Regno Unito       | 2                 |
| Stati Uniti       | 5                 |
| Svezia            | 52                |
| Svizzera          | 96                |